# Sejm piotrkowski 1519
Sejm piotrkowski 1519 – sejm walny Korony Królestwa polskiego zwołany 7 grudnia 1518 roku do Piotrkowa.
Sejmiki przedsejmowe odbyły się w styczniu 1519 roku.  
Obrady sejmu trwały od 9 lutego do 17 marca 1519 roku